# Jakobus der Ältere

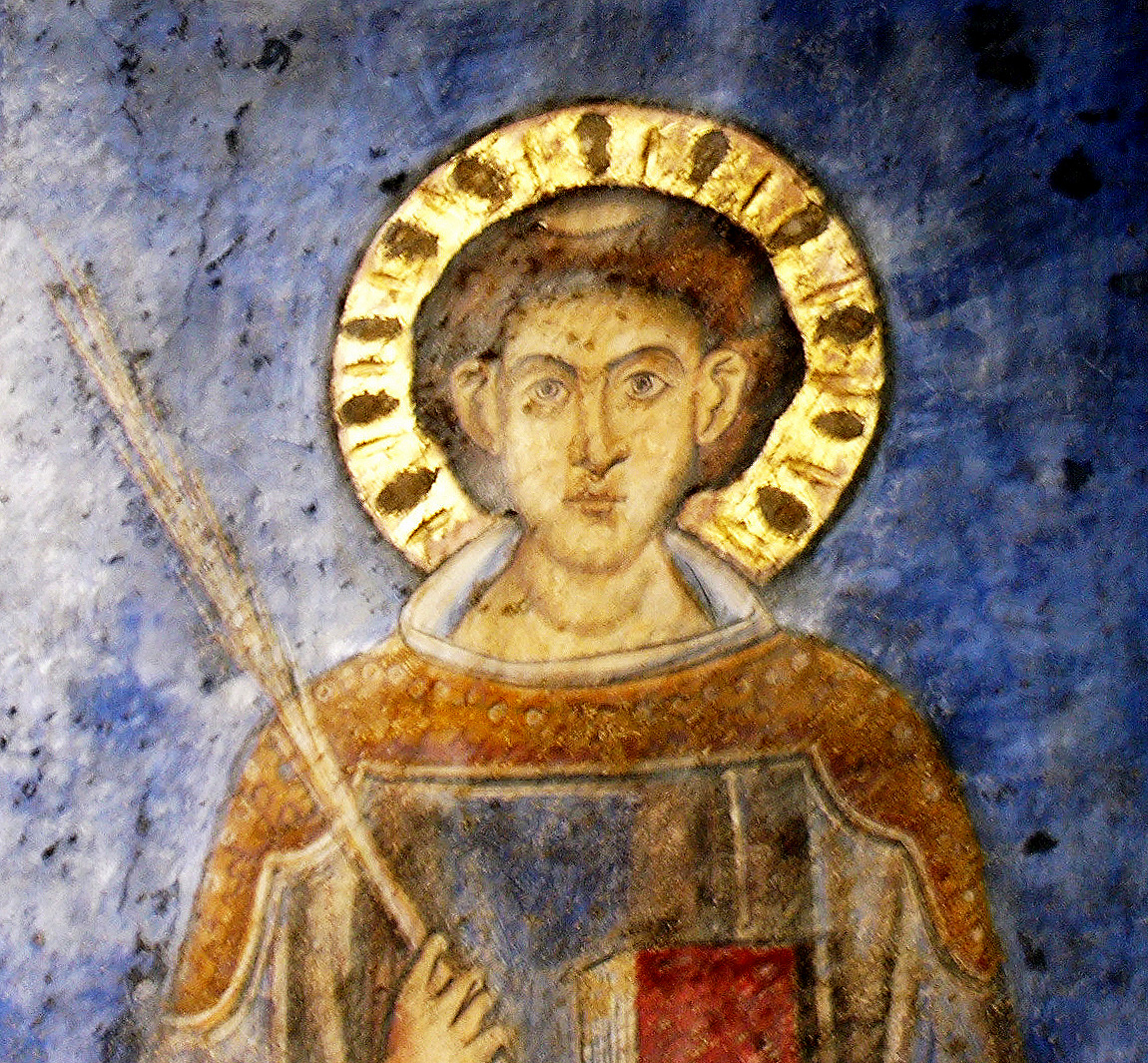
Jakobus der Ältere – Fresko in der Kathedrale von Le Puy-en-Velay

Jakobus der Ältere (lateinisch Jacobus Maior oder Iacobus Zebedaei, „Jakobus [Sohn] des Zebedäus“, altgriechisch Ἰάκωβος τοῦ Ζεβεδαίου Iákōbos tû Zebedaíu, spanisch Santiago el Mayor, portugiesisch Santiago Maior; † um 44 n. Chr.) ist eine Person des Neuen Testaments. Er zählt zu den zwölf Aposteln Jesu Christi und ist einer der bekanntesten Heiligen weltweit.

## Neues Testament
Zusammen mit seinem Bruder Johannes gehört Jakobus neben Andreas und Simon Petrus zu den erstberufenen Jüngern (Mt 4,21 ; Lk 5,10 ). Der Name Jakobus ist eine latinisierte Form des Namens des Erzvaters Jakob (hebräisch יַעֲקֹב Ja'akov). Die erstberufenen Jünger nehmen im Neuen Testament eine besondere Stellung im Kreis der Jünger ein (Lk 8,51 ), weil Jesus sie an bedeutenden Ereignissen seines Lebens teilnehmen lässt. Jakobus ist zusammen mit Petrus und Johannes auf dem Berg der Verklärung (Mt 17,1 ), als Jesus mit Elija und Mose spricht, und im Garten Getsemani wird er Zeuge der Angst und Traurigkeit Jesu angesichts seines bevorstehenden Leidensweges (Mt 26,37 ).
Jakobus und Johannes erhalten von Jesus wegen ihrer ungestümen Wesensart den aramäischen Beinamen Boanerges, was Donnersöhne bedeutet (Mk 3,17 , vgl. Lk 9,54 ). Nach der Auferstehung befindet sich Jakobus mit den anderen Aposteln in Jerusalem (Apg 1,13 ). Nach Apg 12,1–2  wurde er während der Herrschaft des Herodes Agrippa I. über ganz Judäa (41–44 n. Chr.) mit dem Schwert hingerichtet. Sowohl das Markus- als auch das Evangelium nach Matthäus reflektieren seinen gewaltsamen Tod (Mk 10,39 ; Mt 20,23 ).
Der christlichen Tradition zufolge hieß die Mutter der Zebedäussöhne Salome. Dies geht auf Mt 27,56  zurück, wo an Stelle der Mk 15,40  erwähnten „Salome“ von der „Mutter der Söhne Zebedäi“ die Rede ist.

## Legenden

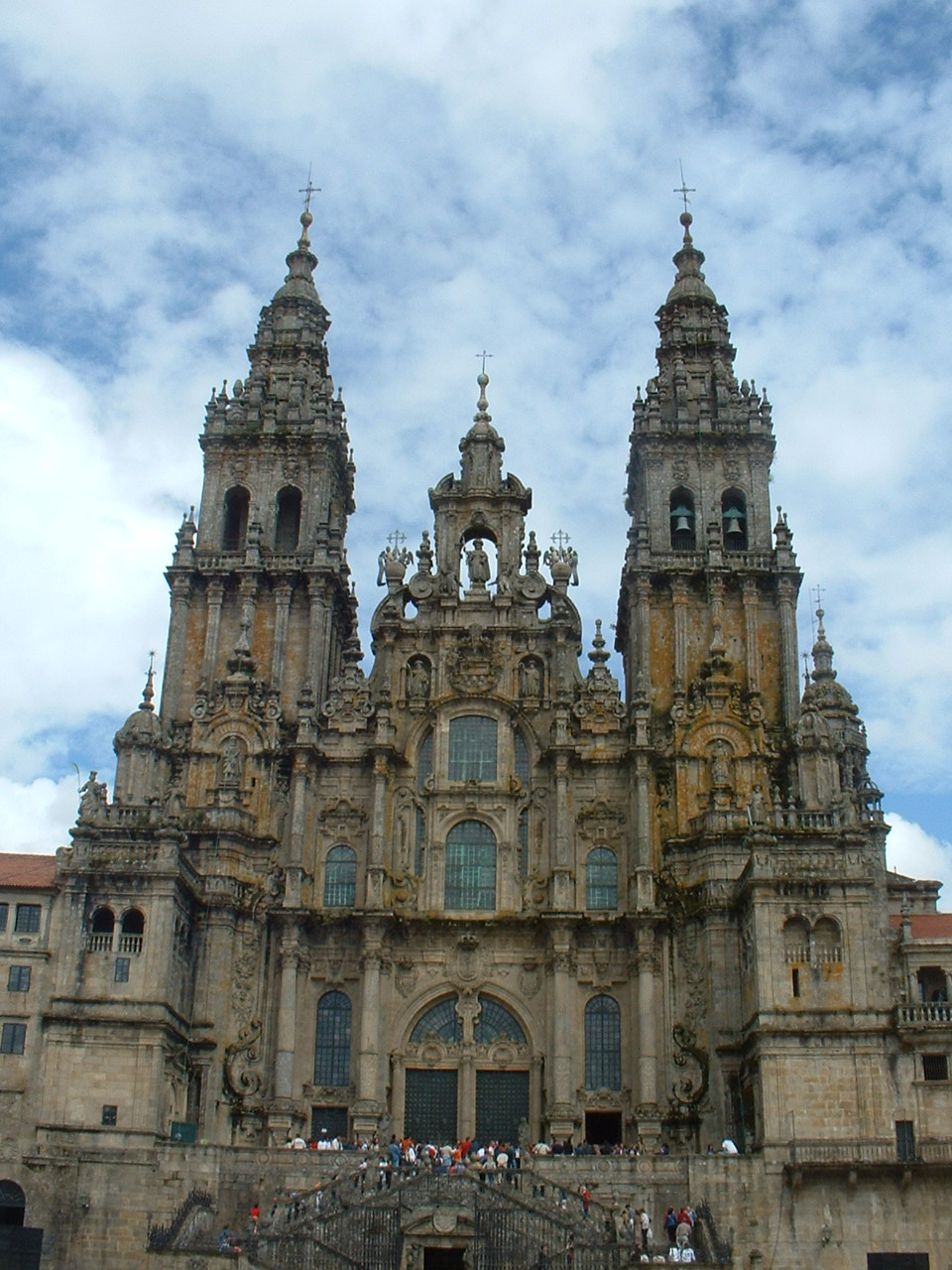
Kathedrale von Santiago de Compostela

Um Jakobus ranken sich besonders in Spanien zahlreiche Legenden. So soll er der Apostel gewesen sein, der nach der Himmelfahrt Jesu auf der Iberischen Halbinsel predigte. Er soll Jünger mit der Prophezeiung geworben haben, dass er nach seinem Tod Unzählige bekehren werde. Während der Reise hatte er jedoch so wenig Erfolg, dass er eines Tages, laut Überlieferung, mutlos und verzweifelt im Gebiet des heutigen Saragossa am Ufer des Ebro gesessen habe. Als er den Entschluss gefasst habe, die Mission abzubrechen, soll ihm die Jungfrau Maria auf einer Säule erschienen sein und ihm ihre Unterstützung versichert haben.
Nach einer anderen, für den Jakobuskult in Santiago de Compostela grundlegenden Legende übergaben seine Jünger den Leichnam des Apostels nach der Enthauptung einem Schiff ohne Besatzung, das später in Galicien im Nordwesten Spaniens anlandete. Helfer setzten ihn weiter im Landesinneren bei. Dann geriet das Grab in Vergessenheit. Nach der Wiederentdeckung im 9. Jahrhundert wurde darüber eine Kapelle, später eine Kirche und schließlich die Kathedrale errichtet, um die herum sich der Pilgerort Santiago de Compostela entwickelte und zu der die Jakobswege führen.
Seit dem späten 9. Jahrhundert wurde dem Apostel, der sich zum Nationalheiligen entwickelte, zunehmend eine militärische Funktion zugeschrieben. König Alfons III. von Asturien (866–910) führte seine Siege auf das Eingreifen des Heiligen zurück. Dabei handelte es sich um Kämpfe nicht nur gegen die Mauren, sondern auch gegen christliche Feinde. Die Eroberung der Stadt Coimbra (1064) durch König Ferdinand I. von Kastilien und León schrieb man der Hilfe des „Soldaten Christi“ Jakobus zu. Einer späten, aus dem 12. Jahrhundert stammenden Legende zufolge griff Jakobus schon im Jahr 844 in der Schlacht von Clavijo auf der Seite der Christen gegen die Mauren ein und führte den Sieg herbei, wobei er als Ritter auf einem Schimmel erschien. In den Chroniken finden sich viele Berichte solcher Art. Jakobus erhielt den Beinamen Matamoros (= „Maurentöter“). Im Spätmittelalter wurde er bildlich als galoppierender Ritter dargestellt. ¡Santiago y cierra, España! („Sankt Jakob und greif an, Spanien!“) wurde zum traditionellen Schlachtruf der spanischen Heere. Auch bei der Eroberung Amerikas und bei Kämpfen gegen die Arabern wurde Jakobus die Funktion des Schlachtenhelfers zugeschrieben.

### Forschungsstand

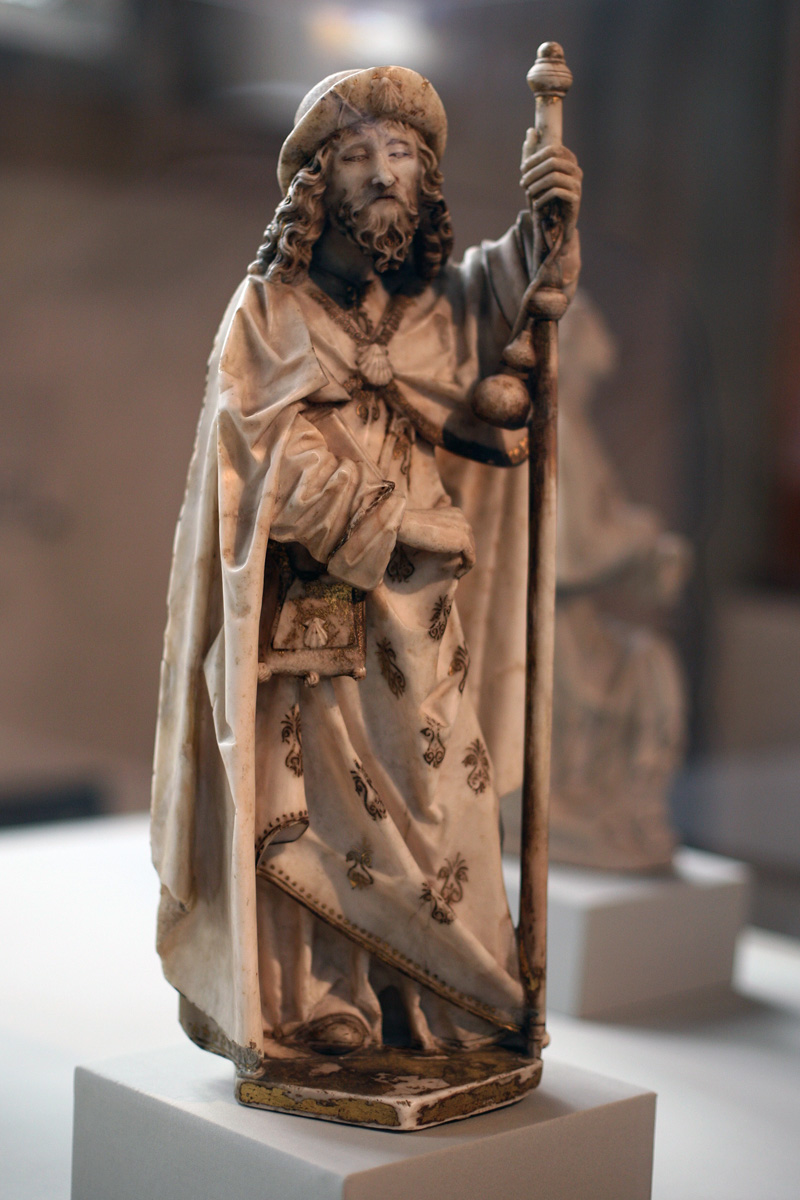
Jakobus der Ältere von Gil de Siloé Metropolitan Museum of Art

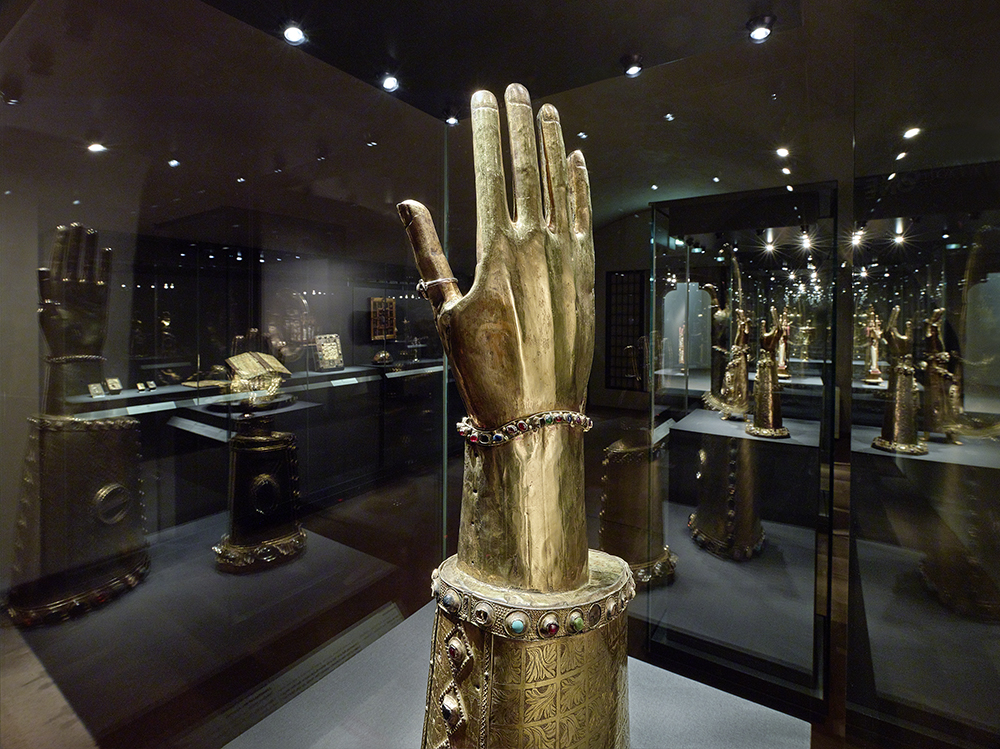
Jakobus-Armreliquiar in der Schatzkammer des Domschatzes Halberstadt (1. Hälfte des 14. Jh.)

Vor dem 7. Jahrhundert lassen sich keine Indizien für einen Missionsaufenthalt in Spanien und anderen westlichen Ländern nachweisen. Die älteste Quelle, die auf eine Verehrung von Reliquien des Jakobus in Spanien hinweist, ist der Türsturz der westgotischen Kirche St. Maria in Merida aus der Zeit um 600. Das Breviarium apostolorum (um 600), eine lateinische Übertragung ostkirchlicher Apostelakten, führt als Erstes aus, der Apostel Jakobus habe in Spanien und „an westlichen Orten“ gepredigt.
Diese Idee wurde dann von verschiedenen Autoren (u. a. Isidor von Sevilla, Aldhelm von Sherborne und Beatus von Liébana) aufgegriffen, jedoch nicht besonders betont. Erst im Hymnus „O dei verbum patris ore proditum“ aus dem späten 8. Jahrhundert wird Jakobus als Patron und Beschützer Spaniens bezeichnet. Die Behauptung, seine Gebeine seien nach Spanien gebracht worden, taucht erstmals in Urkunden des 9. Jahrhunderts auf, wo auf die Entdeckung des angeblichen Apostelgrabs unter König Alfons II. (reg. 791–842) Bezug genommen wird, die nach 818 zu datieren ist. Diese Behauptung wird von der Forschung nicht als glaubwürdig betrachtet, denn in der Spätantike und während der gesamten Zeit der Westgotenherrschaft auf der Iberischen Halbinsel, die bis zum Zeitraum 711–719 dauerte, war von einem Begräbnis des Apostels in Spanien nie die Rede.
Gleichwohl waren zur Zeit der julisch-claudischen Dynastie die beiden für eine Missionsreise und eine Reliquientranslation in Frage kommenden Häfen in Jaffa/Joppe, Palästina, und in Iria, Galicien, bereits vorhanden. Sie wurden in flavischer Zeit ausgebaut und hießen dann Flavia Joppe und Iria Flavia. In diesen Zusammenhang kann nun die teils schriftlich, teils mündlich tradierte Geschichte des Todes und der Translatio des Apostels Jakobus eingebracht werden: Er wurde in der Zeit der ungesäuerten Brote, also vor dem Pessachfest, auf Befehl des Herodes Agrippa enthauptet. Dies wird um den 24. März 44 gewesen sein, Apg 12, 1-4. In Apg 10, 5-8 wird vom Jesusanhänger Simon dem Gerber berichtet, dessen Haus in Jaffa am Meer lag. Diese Berichte der Apostelgeschichte erlauben eine mögliche Erklärung für die Translatio des Leichnams des Apostels Jakobus nach Galicien: Es war bei Todesstrafe – Gesetz des Kaisers Tiberius Claudius Caesar Augustus Germanicus, der von 41 – 54 n. Chr. regierte – verboten, Leichname von zum Tode verurteilten Menschen wegzubringen und zu bestatten; die Leichen wurden über die Stadtmauer geworfen und Tieren zum Fraß überlassen.
Die Tradition führt nun aus, dass der Kopf des Apostels Jakobus am Ort der Enthauptung Maria, der Gottesmutter, überbracht wurde. Er wird heute in der Jakobuskathedrale des Armenischen Patriarchats in Jerusalem verehrt (Erzbischof Aris Shirvanian, Jerusalem 2011).
Die archäologischen Funde um das Grab des Apostels Jakobus unter der Kathedrale von Santiago geben ergänzende Hinweise auf eine lange, sehr komplexe Geschichte vieler Völker mit nicht oder kaum gegebener Heiligenverehrung im Spanien der frühen Christen. Die Komplexität der Historie im Spanien der frühen Christenheit ist durch folgendes gekennzeichnet: Keine Schrifttradition im keltischen Kulturraum, innerchristliche Kämpfe um die Formulierung der Glaubensinhalte, insbesondere der Gottessohnschaft von Jesus, die von Arianern und Moslems negiert wird, Durchzug und Invasion arianischer Germanenvölker (Vandalen, Sueben, Westgoten) durch und nach Spanien, Heiligenverehrung wurde kontrovers gesehen und erst spät im 7./8. Jh. als erlaubt bewertet.

### Kontroversen um die spanische Jakobuslegende
Schon im Mittelalter wurde in Spanien der Aufenthalt des Jakobus auf der Iberischen Halbinsel bestritten. Dabei ging es weniger um die historische Wahrheit als um Machtkämpfe zwischen Kirchenprovinzen. Die Kirche von Santiago beanspruchte mit Berufung auf ihre angebliche apostolische Gründung eine besondere Autorität, was insbesondere in Toledo auf Widerspruch stieß.
Im späten 16. und frühen 17. Jahrhundert kam es zu einer heftigen Kontroverse, als in Rom eine Kommission von Kardinälen das Breviarium Romanum überarbeitete und dabei den Text über Jakobus ändern wollte, da seine Missionstätigkeit in Spanien nicht von glaubwürdigen Quellen belegt und daher sehr zweifelhaft sei. Der spanische Botschafter intervenierte, um das zu verhindern. Zunächst fand man eine Kompromisslösung. Im Jahr 1631 endete der Konflikt mit einem völligen Sieg der spanischen Diplomatie über die quellenkritische Argumentation der humanistischen Kardinäle, und die Legende wurde wieder zum offiziellen Standpunkt der katholischen Kirche. Unter den Gelehrten setzte sich die Debatte über die Geschichtlichkeit der Missionstätigkeit des Apostels fort. Sie wurde bis ins 20. Jahrhundert mit großer Intensität geführt. An der Überführung der Gebeine nach Spanien und ihrer Beisetzung in Santiago wurde hingegen in der Frühen Neuzeit im katholischen Raum nicht gezweifelt. Martin Luther drückte jedoch in drastischen Worten seine Meinung aus, es gebe keinen Grund, das Grab für echt zu halten. Zu diesem Ergebnis ist schließlich auch die im 19. Jahrhundert einsetzende moderne Quellenkritik gekommen.
Im späten 20. Jahrhundert trat der Graf von Quirós, Don Isidoro Millán González-Pardo, als entschiedener Verteidiger der historischen Zuverlässigkeit der Jakobuslegende hervor. Er veröffentlichte im Jahr 1989 in einer Zeitschrift, deren wissenschaftliche Reputation umstritten ist, eine Mitteilung über einen sensationellen Fund: in der Kathedrale von Santiago sei eine Grabinschrift entdeckt worden, die laute: Athanasios martyr (= „Der Märtyrer Athanasios“). Diese Inschrift könne ins 1. Jahrhundert datiert werden. Da Athanasios der Jakobuslegende zufolge ein Schüler des Jakobus war und neben ihm bestattet wurde, sei damit die Echtheit des Apostelgrabs erwiesen.
Die seinerzeit angekündigte detaillierte Veröffentlichung über den Fund ist allerdings bis heute nicht erschienen – ein Foto wurde nicht veröffentlicht und eine Nachprüfung hat nicht stattgefunden. Der Graf starb im Jahr 2002. Ein Jakobusschüler namens Athanasios wird erstmals im 12. Jahrhundert in einer Wundererzählung über die Überführung der Gebeine des Jakobus erwähnt; in einer älteren Version dieser Legende (11. Jahrhundert) lautet der Name „Anastasios“.
Das Erzbistum Santiago schildert heute auf seiner Website die Geschichte des Jakobusgrabs auf der Basis der Angaben von Millán González-Pardo und stellt die Echtheit des Grabes als Tatsache dar. Dort wird behauptet, die Athanasios-Inschrift existiere, sei aber in sehr schlechtem Erhaltungszustand (muy desgastada). Millán González-Pardo hatte angegeben, die Inschrift sei „in klarer griechischer Kursive“ geschrieben.

## Verehrung
Jakobus ist einer der bedeutendsten Heiligen weltweit: Zahlreiche Städte (neben Santiago de Compostela etwa auch Santiago de Chile, Santiago de Cuba, Santiago de los Caballeros, u. v. a.) sowie hunderte von Jakobskirchen tragen seinen Namen.

### Gedenktag

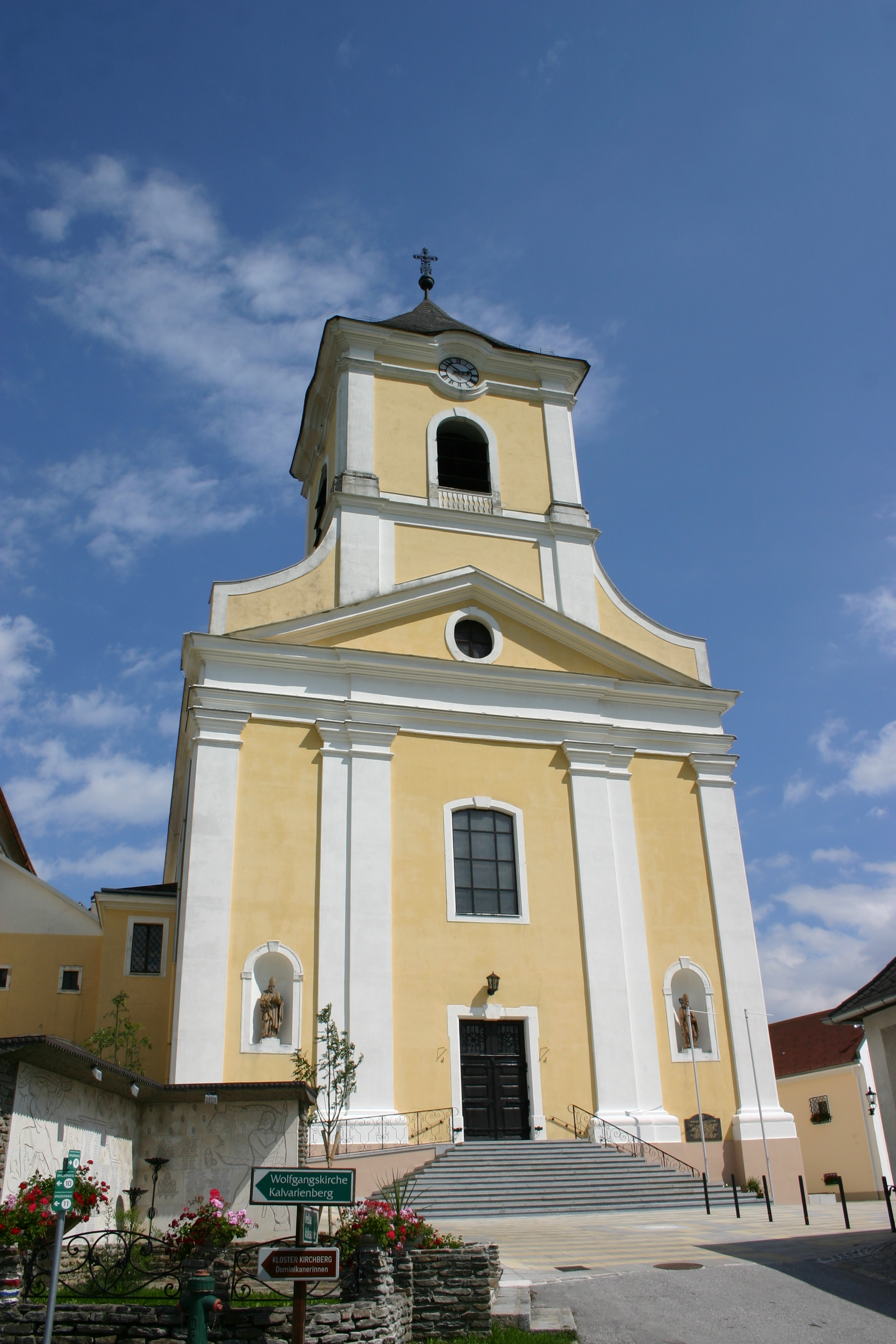
Sankt-Jakobs-Kirche in Kirchberg am Wechsel

Jakobskreuz

In der evangelischen und katholischen Kirche ist Jakobus’ Gedenktag der 25. Juli, an dem im Mittelalter in vielen Gegenden Europas Erntefeste oder Kirmes gefeiert wurde; in der orthodoxen Kirche ist es der 30. April, in der koptischen Kirche der 12. April und in der äthiopischen Kirche der 28. Dezember. Fällt der 25. Juli auf einen Wochentag, wird örtlich das Fest am darauf folgenden Wochenende, dem Jakobisonntag, gefeiert.
Der 25. Juli ist im Westen seit dem 8. Jahrhundert als Jakobstag (auch St. Jakob, kurz Jakobus oder Jakobi genannt), das heißt als Festtag für Jakobus den Älteren, Bruder des Evangelisten Johannes, nachweisbar. Seit dem 15. Jahrhundert wird in den Jahren, in denen der 25. Juli auf einen Sonntag fällt, in Santiago de Compostela ein Heiliges Jahr begangen.

### Bauernregeln
Der Jakobstag ist ein Tag mit wichtigen Wetterregeln:
- „Jakobi heiß – lohnt Müh’ und Fleiß.“
- „Jakobi klar und rein, wird’s Christfest frostig sein.“
- „Jakobi – schneid obi!“ (Jakobi als Beginn des Getreideschnitts)

### Schutzpatron
Jakobus der Ältere ist der Schutzpatron vieler Orte und Städte, aber auch
- von Spanien
- der Pilger
- der Apotheker und Drogisten
- der Hutmacher, Wachszieher und Kettenschmiede
- der Krieger
- der Schröter
- der Arbeiter
- für Äpfel und Feldfrüchte
- für das Wetter

### Ritterorden
Bei der Rückeroberung Spaniens (reconquista) und der Eroberung (conquista) der überseeischen Kolonien spielte der Santiago-Ritterorden eine bedeutende Rolle; sein Emblem ist das Jakobskreuz.

### Politik
Für ihre Sache in Anspruch nahmen ihn
- die christlichen Heere der Reconquista,
- die spanischen Conquistadores während der Eroberung Amerikas,
- beide Seiten während der Ablösung der lateinamerikanischen Kolonien vom Mutterland Spanien,
- die gegen die Republik putschenden Truppen Francos im Spanischen Bürgerkrieg.

## Ikonographie

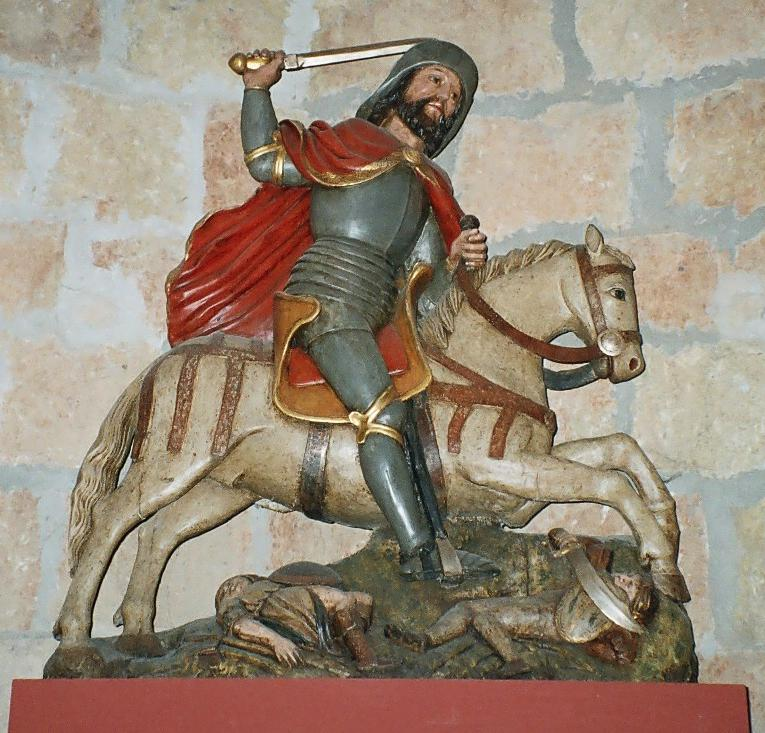
Darstellung als Maurentöter

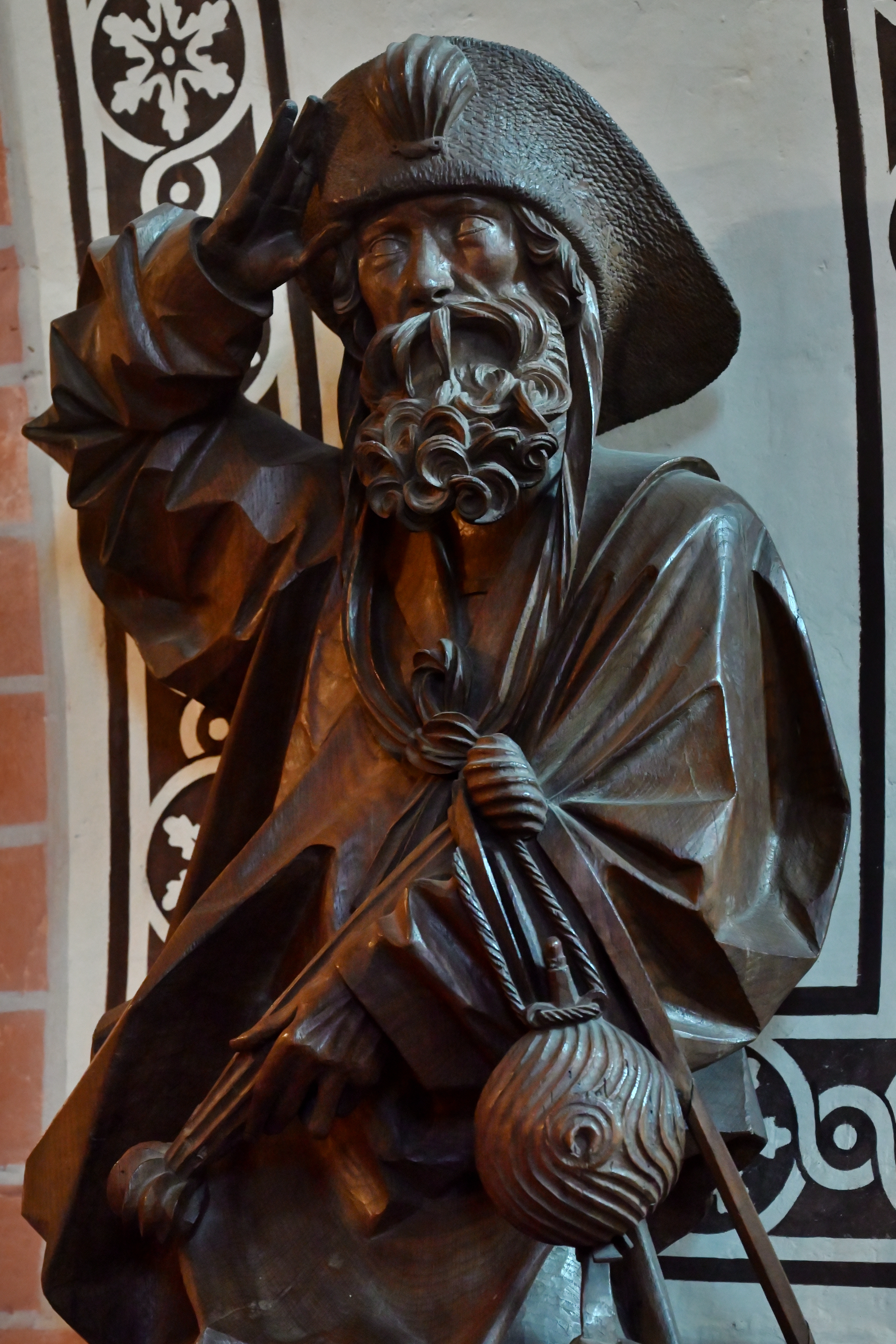
Jakobus der Ältere mit dem Pilgerhut (Dom zu Güstrow) – Güstrower Apostel von Claus Berg

Mittelalterliche Darstellungen von Jakobus/Santiago sind eher selten und sind meist in Gruppendarstellungen der Apostel in Portalgewänden zu finden; erst im Zuge der Reconquista und Conquista werden sie zahlreicher. Jakobus wird zumeist stehend oder sitzend dargestellt – oft als Pilger mit Jakobsmuschel, Pilgerstab (auch „Jakobsstab“), Pilgerhut und Mantel sowie als Ritter und Maurentöter (Matamoros), zu Pferd und mit dem Schwert kämpfend. Darstellungen von Jakobus als Matamoros sind in der frühneuzeitlichen Bildhauerei Spaniens weit verbreitet. Die wohl bekannteste Matamoros-Darstellung befindet sich als Relief über dem Hauptportal der Santiagokirche von Logroño.
Der heilige Jakobus ist in den Stadtwappen von Winterberg, Poppenhausen und Rüdesheim am Rhein dargestellt, in diesen Orten abgeleitet vom Patrozinium der jeweils dem Heiligen geweihten Pfarrkirche. In vielen Stadtwappen Spaniens findet sich das Kreuz des Santiagoordens.
Merkwürdig ist eine Relief-Darstellung Christi als „Jakobspilger“ im Kreuzgang der Abtei Santo Domingo de Silos.

## Bedeutung außerhalb des Christentums
Im haitianischen Voodoo wird Jakobus der Ältere synkretistisch in Gestalt des Loa Ogoun verehrt.

## Forschung
Die Deutsche St.-Jakobus-Gesellschaft e. V. erforscht die Verehrung des Apostels und die Geschichte der Pilgerfahrt zu seinem Grab (Jakobsweg) in Santiago de Compostela.